# USS District of Columbia SSBN-826

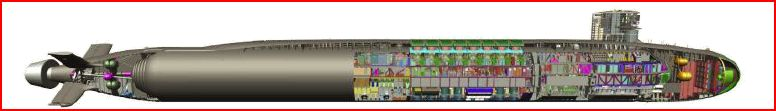
Binnenkant

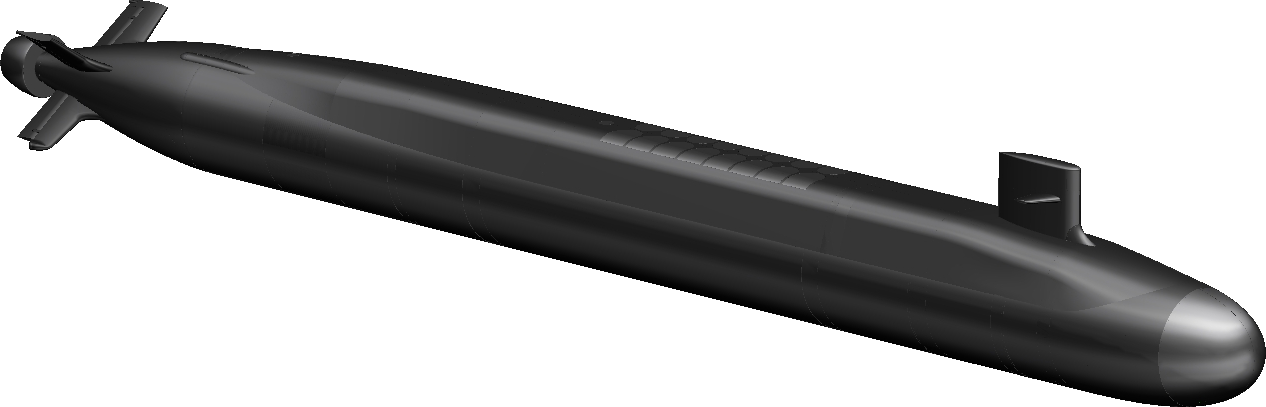
Vorm

USS District of Columbia SSBN-826 wordt de grootste kernonderzeeër van de United States Navy en de naamgever van de nieuwste Columbiaklasse die vanaf 2031 geleidelijk de Ohioklasse vervangt. Hij wordt bewapend met 16 UGM-133 Trident II D5 ballistische raketten in 4 groepen van 4 met elk 12 MIRV W76 waterstofbommen van elk 475 kiloton TNT-equivalent. 

## Naam
Hij is genoemd naar het District of Columbia.
Op 25 juli 2016 maakte Minister van de Marine Ray Mabus de naam bekend. De voorvoeging van “District of” is nodig als onderscheid met de nog actieve aanvalsonderzeeër USS Columbia SSN-771.

## Bouw
In maart 2016 gunde de United States Navy het contract aan Electric Boat van General Dynamics. Eind 2016 werkten 3000 mensen van Electric Boat aan het ontwerp. Over 13 jaar zal General Dynamics Electric Boat 14.000 mensen aanwerven voor het project. In 2021 begon Electric Boat van General Dynamics te Quonset Point in Washington County (Rhode Island) met de bouw. Newport News Shipbuilding
is onderaannemer voor 22% van het werk. De kiellegging ging door op 4 juni 2022.

## Kosten
De kost voor ontwikkeling werd begroot op $4,2 miljard. De kost om de District of Columbia te bouwen was geraamd op $6,2 miljard, maar op 7 juni 2021 werd dit herzien tot $15,03 miljard voor ontwikkeling en bouw samen.
De 11 volgende kernonderzeeërs van de Columbiaklasse zouden $4,9 miljard per stuk kosten. De totale kost van de 12 kernonderzeeërs gedurende hun levensduur is geschat op $347 miljard.

## Voortstuwing
In 2014 werd het ontwerp en de bouw van de stoomturbines gegund aan Northrop Grumman. District of Columbia krijgt aandrijving van waterjets aangedreven door elektromotoren van Leonardo..
Dit is stiller en vergt minder onderhoud  dan een scheepsschroef met een overbrenging.